# Oxytropis linczevskii
Oxytropis linczevskii là một loài thực vật có hoa trong họ Đậu. Loài này được Gontsch. miêu tả khoa học đầu tiên.